# Rue des Solitaires
La rue des Solitaires est une voie située dans le 19e arrondissement de Paris, en France.

## Situation et accès
La rue des Solitaires est une voie globalement orientée est-ouest. Elle débute à l'ouest perpendiculairement à la rue de la Villette et se termine à l'est sur la place des Fêtes. La rue des Annelets et la rue Arthur-Rozier débouchent sur son côté nord, la rue de Palestine sur son côté sud.

## Origine du nom
D'après Gustave Pessard, elle doit ce nom de Solitaires à quelques habitants solitaires qui s'y étaient installés au début.

## Historique
La rue des Solitaires est une voie de l'ancienne commune de Belleville, annexée par Paris en 1860 ; elle figure sur le plan de Roussel, qui date de 1730. 
À l'origine, elle s'appelait « la rue des deux Solitaires ». Deux religieuses de l’ordre de Sainte-Claire s’étaient établies dans cette rue[source insuffisante].

## Bâtiments remarquables et lieux de mémoire
- La rue compte plusieurs maisons du XIXe siècle. Des street artists ont réalisé des œuvres sur les façades de certains bâtiments[3].
- Au no 13, dans un bâtiment désormais disparu, se tenait au XIXe siècle le « Bal de Noël » ; Auguste Luchet note : « Bal bien tenu, recevant une foule élégante et joyeuse issue de la classe moyenne de tous les quartiers de Paris ». Par la suite, un maire du 19e arrondissement y habite[3].
- Aux nos 18-20, maisons du début du XIXe siècle. Deux statues de divinités sont installées dans des niches : Mercure et Cérès[3].
- Au no 19, à l'angle avec la rue des Annelets : maison du début du XIXe siècle. Le metteur en scène Luc Bondy y a vécu[3].
- Les maisons du no 21 datent du début du XIXe siècle[3].
- Au no 31 se trouve à partir de 1994 un temple hindouiste[3].
- Au no 38 débouche une voie privée qui mène au 151, rue de Belleville, dénommée la « cité du Palais-Royal-de-Belleville »[3]. D'après l'historien de Paris Jacques Hillairet, ce nom rappellerait une grande maison située en face du couvent des moines de Picpus, appelée la « Maison-Rustique », et aussi le « Palais-Royal », propriété, en 1812, d'un notable de Belleville appelé Pérès ([2], p. 224).
- No 41 : emplacement, jusqu'en 1907, du regard du Marais[2], intégré aux eaux de Belleville[3].
- No 44 : le regard Lecouteux, ancien regard de l'aqueduc de Belleville, est situé dans la cour de l'immeuble ; il est inscrit comme monument historique depuis 1929.
- Aux no 43-45 se trouvait au début du XXe siècle une institution pour jeunes filles[3].
- Au no 47 était installé un couvent franciscain à partir de 1931, dont l'hôtel particulier a été remplacé par un immeuble en 1968[2],[3].
- Aux no 46-48 se trouvait dans la première partie du XXe siècle une école libre religieuse, devenue l'école Saint-Jean-Baptiste de Belleville. Disparue[3].
- Le no 49 daterait des environs de 1860. Il est orné d'une peinture murale[3].

### Chanson
Dans sa célèbre chanson La Dernière Séance, Eddy Mitchell dit : « J'allais rue des Solitaires / À l'école de mon quartier. » Mais l'école du quartier se trouve, très proche, rue Fessart.
Le cinéma évoqué dans cette chanson se trouvait, assez proche, au 146, rue de Belleville, et a été remplacé par un supermarché.

## Galerie

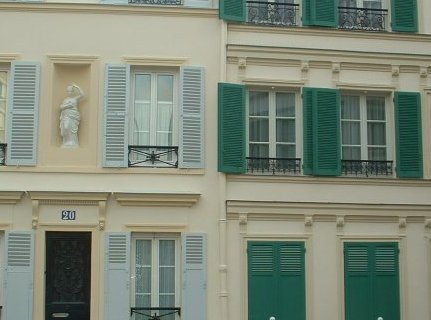
N° 20, maison avec statue.
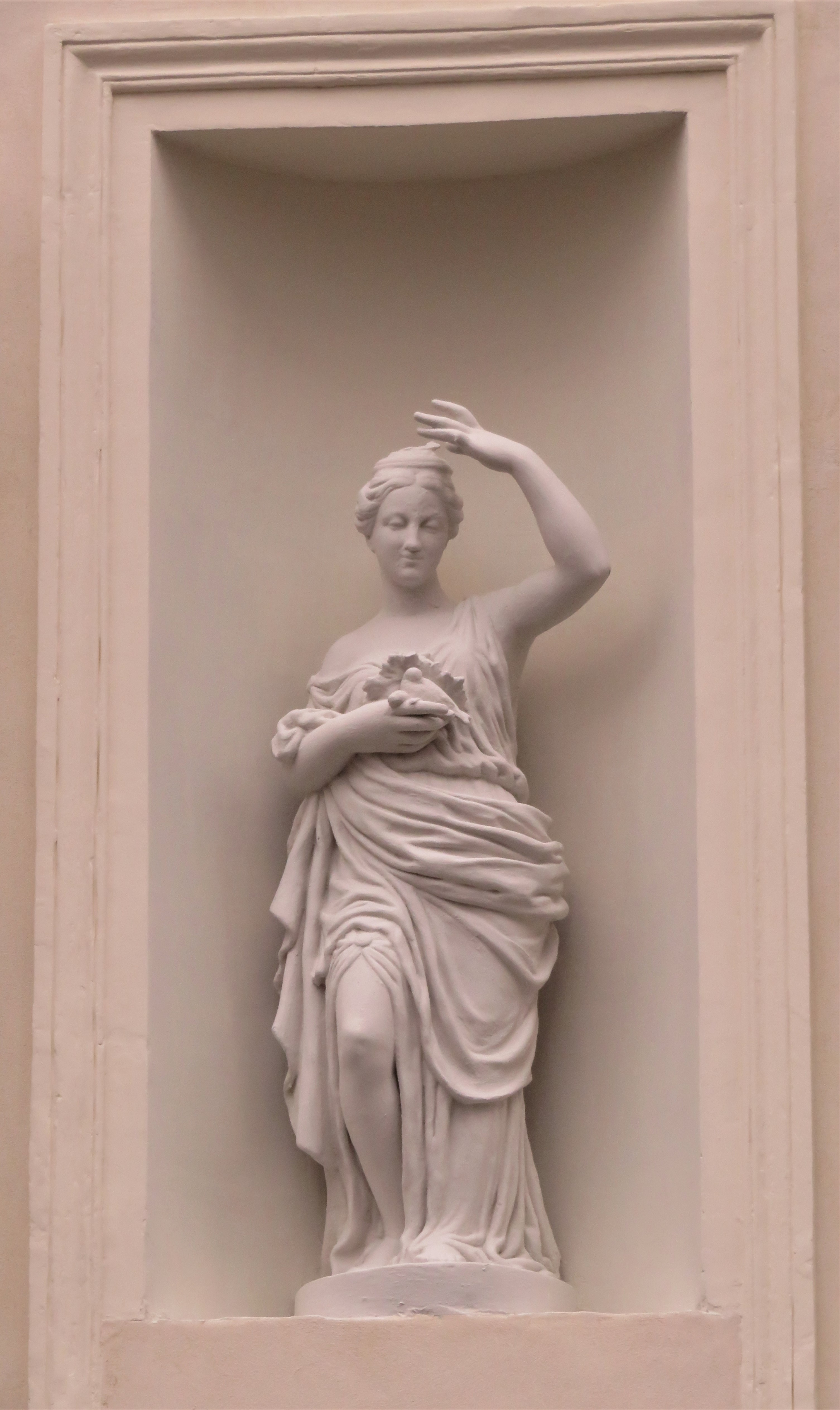
Détail de la statue (Cérès).
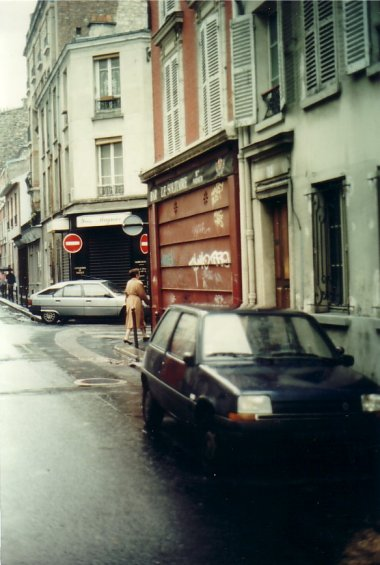
Entre les rues des Annelets et de Palestine (années 1990).
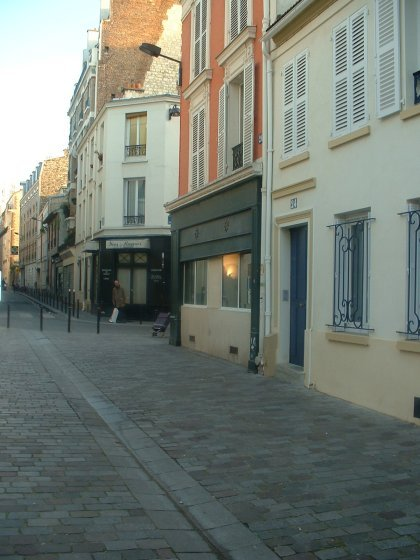
Même lieu après piétonisation (années 2000).
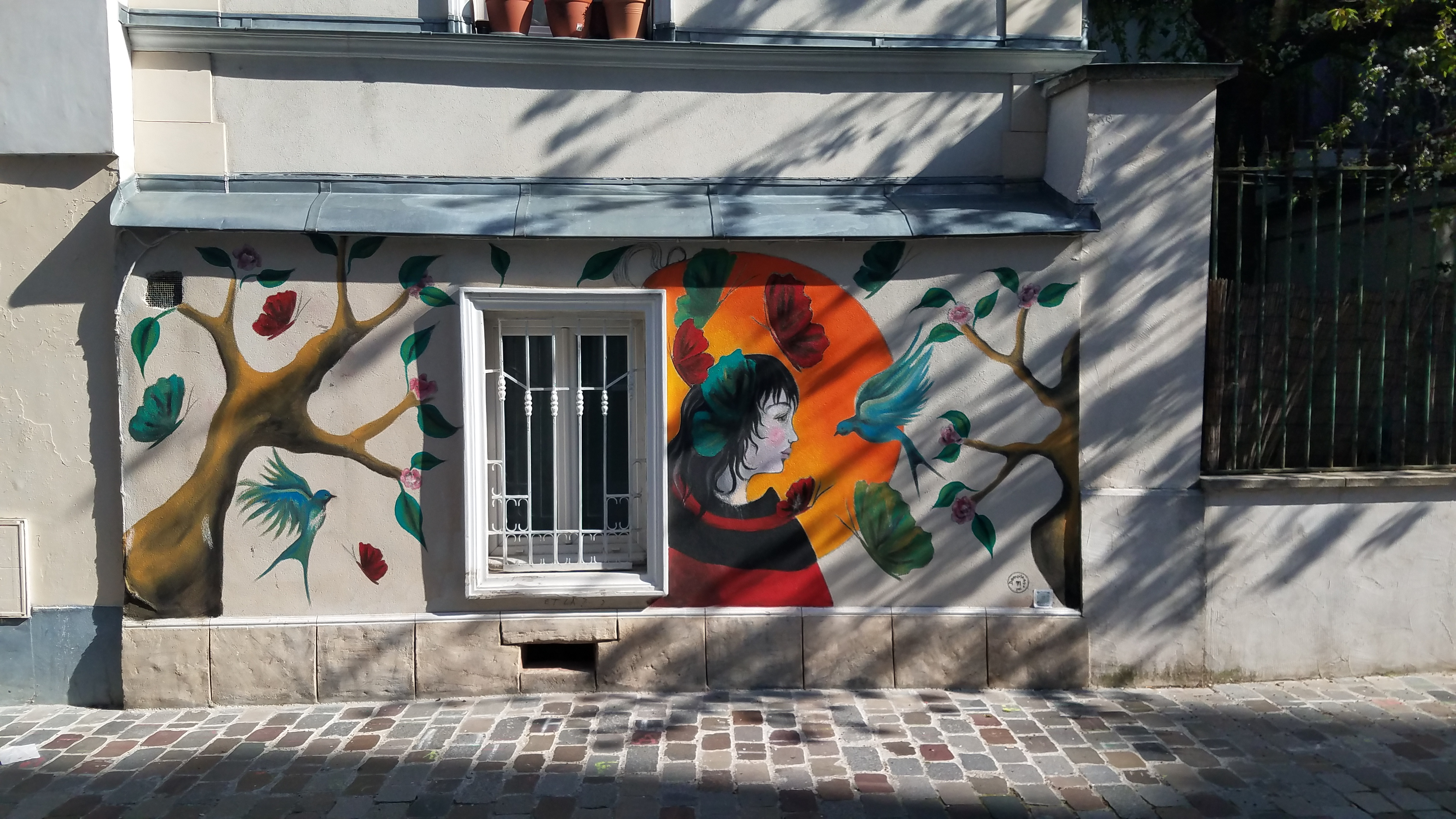
Mur peint au n° 21 ; artiste : Demoiselle MM
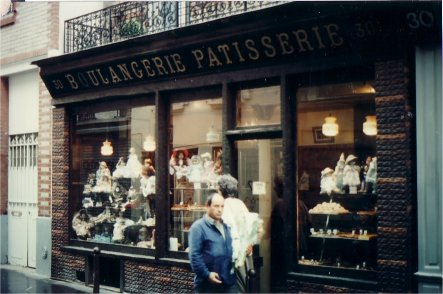
Boulangerie (années 1990), n°30 ...
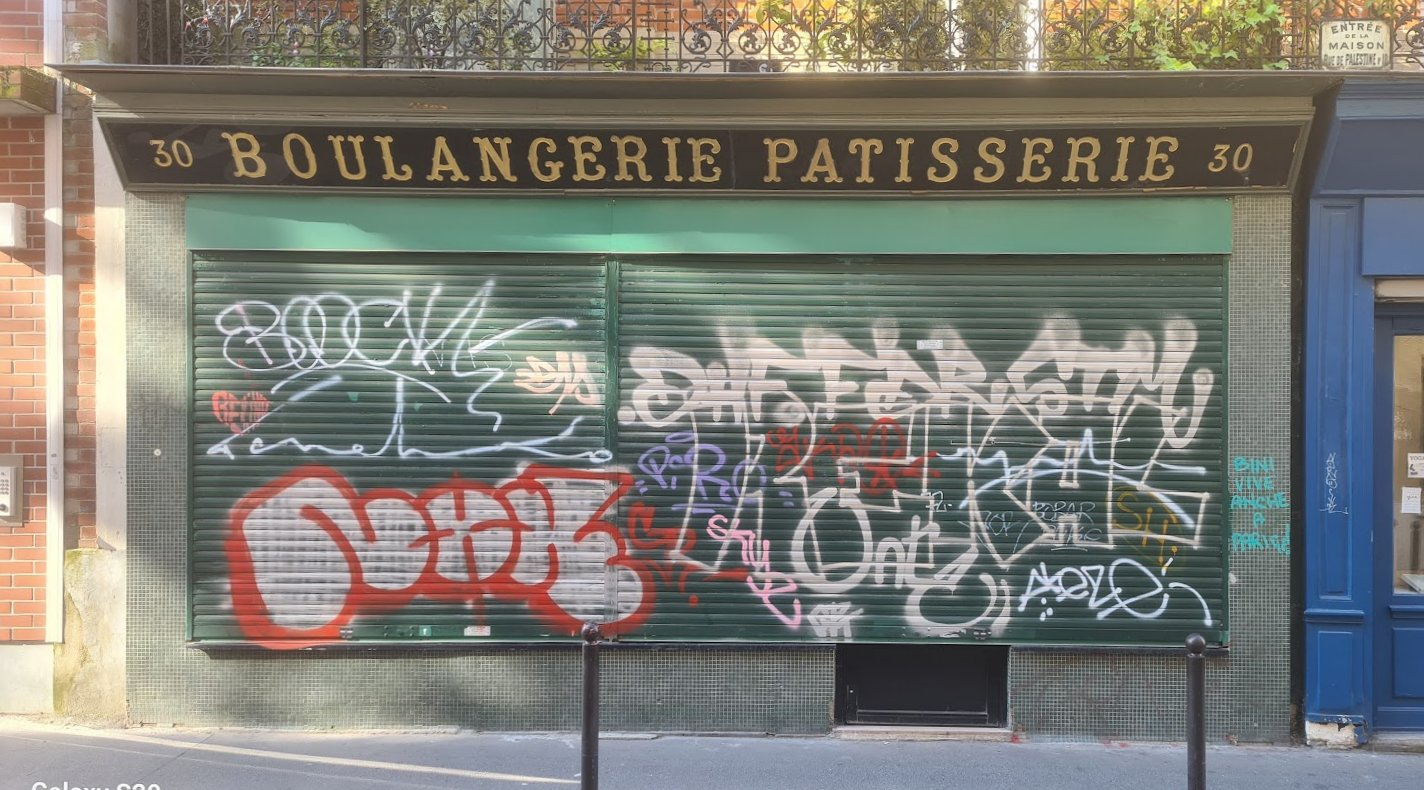
… devenue loft.
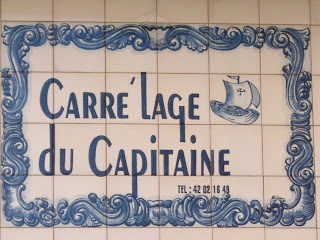
Ancienne plaque émaillée n°36.
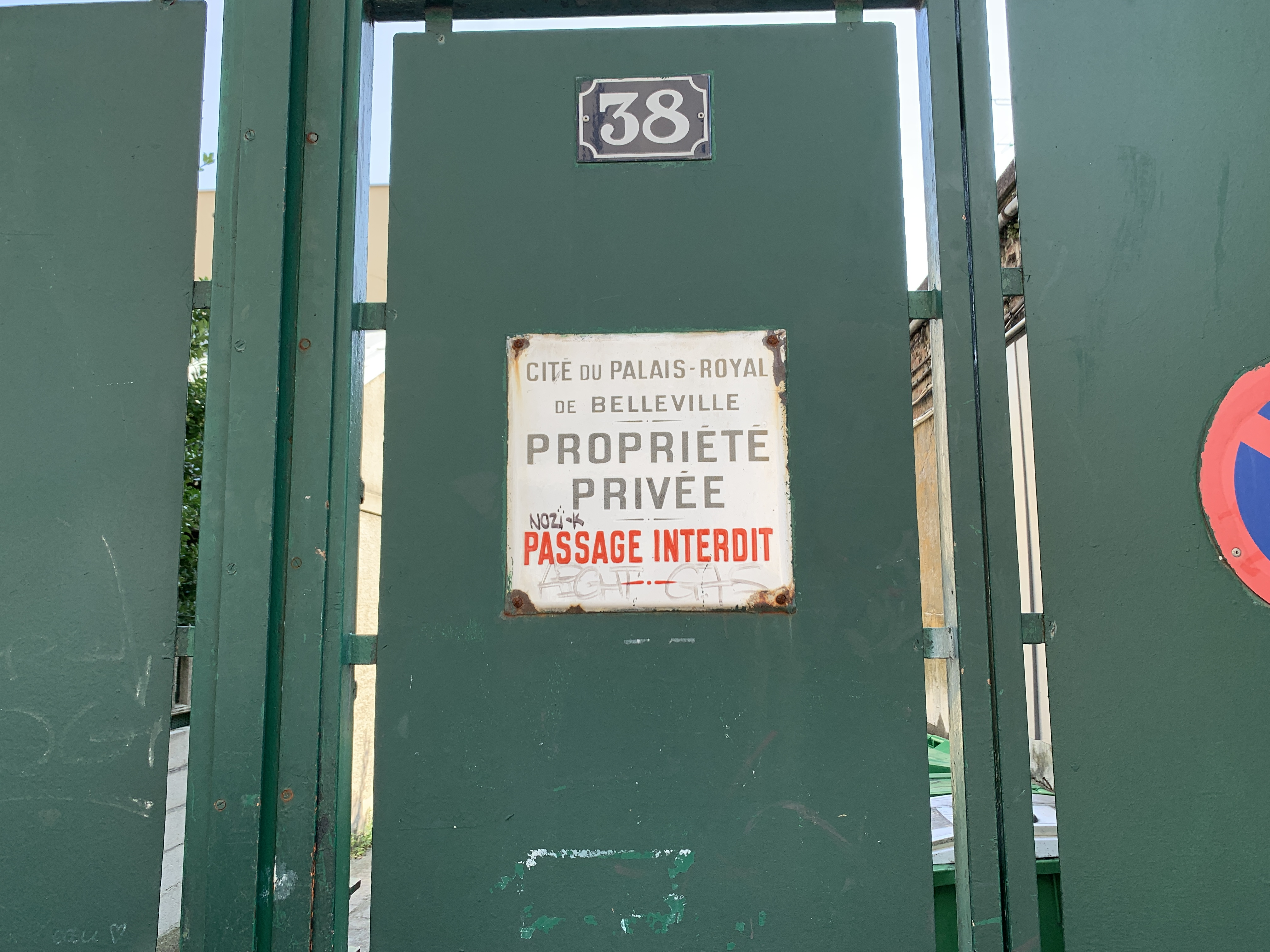
Entrée privée de la cité du Palais-Royal-de-Belleville, n°38.
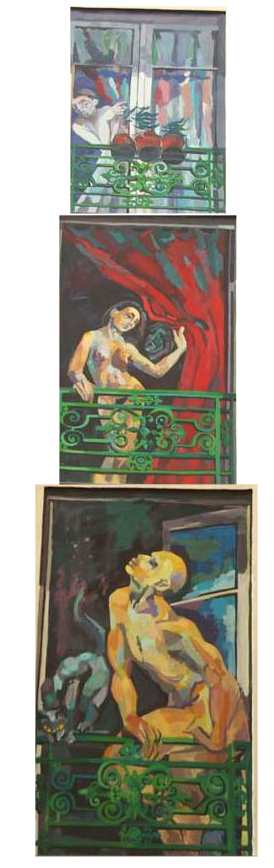
Mur peint, n°49.